# Articulospora atra
Articulospora atra är en svampart som beskrevs av Descals 1982. Articulospora atra ingår i släktet Articulospora och familjen Helotiaceae.   Inga underarter finns listade i Catalogue of Life.